# Christoph Probst
Christoph Probst (n. 6 noiembrie 1919, Murnau am Staffelsee, Bavaria, Reich-ul German – d. 22 februarie 1943, München, Bavaria, Reich-ul German) a fost un membru al grupului de rezistență antinazist Trandafirul Alb. A fost executat în închisoarea Stadelheim din München.

## Viața
Christoph Probst a fost fiul unui cadru universitar, specialist în sanscrită. S-a căsătorit de tânăr, la 21 de ani, cu Herta Dohrn, cu care a avut trei copii: Michael, Vincent și Katharina. 
A fost bun prieten cu Alexander Schmorell, care i-a fost naș de botez primului fiu al lui Probst, Michael. Schmorell l-a adus pe Probst în grupul Trandafirul Alb.
Întrucât dintre membrii asociației clandestine numai Probst era căsătorit și avea copii, ceilalți au decis să-l protejeze și să-l țină departe de acțiunile periculoase. Cu toate acestea, Probst și-a manifestat dorința, chiar entuziasmul, de a participa la acțiunile comune.
La începutul anului 1943 Probst a redactat un manifest, despre care se spune că a fost cel de-al șaptelea dintre cele făcute de grup. La 19 februarie 1943 Gestapo-ul l-a arestat în timp ce se reîntorcea acasă, în Germania, venind de pe front, într-o permisie de câteva zile. Soția sa era însărcinată și a născut câteva zile mai târziu cel de-al treilea copil, fetița Katharina. Manuscrisul manifestului său a fost găsit la Hans Scholl.
Christoph Probst a negat că a scris manifestul, însă expertiza grafologică a dovedit că grafierea textului din manifest îi aparținea. A fost imediat încarcerat în penitenciarul din München, unde a cerut și a obținut permisiunea de a fi botezat de preotul închisorii.
Condamnat la moarte de „Tribunalul Poporului”, prezidat de temutul judecător Roland Freisler (care fusese cândva, vremelnic, comisar bolșevic), a fost ghilotinat împreună cu Sophie și Hans Scholl la 22 februarie 1943.